# Židovice nad Labem
Židovice (deutsch Schidowitz) ist eine Gemeinde in Tschechien. Sie liegt vier Kilometer nordwestlich von Roudnice nad Labem an der Elbe und gehört zum Okres Litoměřice.

## Geographie
Das Dorf befindet sich linkselbisch unterhalb der Elbschleife von Roudnice nad Labem. Durch Židovice verläuft die Eisenbahnstrecke zwischen Lovosice und Roudnice, der nächste Bahnhalt befindet sich in Hrobce.
Nachbarorte sind Hrobce im Norden, Černěves im Nordosten, Zavadilka im Osten, Vědomice und Roudnice nad Labem im Südosten, Podlusky im Süden, Nový Mlýn und Chvalín im Südwesten, Nové Dvory im Westen sowie Rohatce im Nordwesten.

## Geschichte
Erstmals erwähnt wird Židovice im Jahre 1390 im Urbar der zum Erzbistum Prag gehörigen Herrschaft Roudnice. Der um 1500 entstandene Židovicer Hof ist seit 1555 nachweisbar. 1577 erwarb Wilhelm von Rosenberg Židovice, nach seinem Tode erbte es dessen Witwe Polyxena, von der der Besitz an die Lobkowicz überging. 1784 wurden die Kataster von Židovice und Hrobce vereinigt. Nach der Ablösung der Patrimonialherrschaften entstand die selbstständige Gemeinde Židovice-Hrobce, die zum Prager Kreis und Bezirk Melnik gehörte. Zwischen 1848 und 1850 wurde die Eisenbahn zwischen Prag und Dresden durch das Dorf errichtet. 1870 nahm eine Zuckerfabrik den Betrieb auf. 1890 hatte das Dorf 418 Einwohner und 1900 waren es bereits 467. Im Jahre 1904 trennte sich die Gemeinde Židovice-Hrobce in die Gemeinden Židovice und Hrobce. 1920 lebten 487 Menschen im Dorf.
Durch das Elbhochwasser von 2002 wurde der Ort teilweise überflutet.

## Ortsgliederung
Für die Gemeinde Židovice sind keine Ortsteile ausgewiesen.